# Гудаловский сельсовет
Гудаловский сельсове́т — сельское поселение в Краснинском районе Липецкой области.
Административный центр — деревня Лаухино .

## История
В соответствии с законами Липецкой области № 114-оз от 02.07.2004 и № 126-оз от 23.09.2004 Гудаловский сельсовет наделён статусом сельского поселения, установлены границы муниципального образования.

## Население
| 2010 | 2012 | 2013 | 2014 | 2015 | 2016 | 2017 |
| ---- | ---- | ---- | ---- | ---- | ---- | ---- |
| 802  | ↘788 | ↗813 | ↘794 | ↘774 | ↘761 | ↘756 |
| 2018 | 2021 |      |      |      |      |      |
| ↘738 | →738 |      |      |      |      |      |

## Состав сельского поселения
| № | Населённый пункт | Тип населённого пункта          | Население |
| - | ---------------- | ------------------------------- | --------- |
| 1 | Архангельское    | село                            | 25        |
| 2 | Гудаловка        | село                            | 240       |
| 3 | Дворики          | деревня                         | 27        |
| 4 | Колодезское      | деревня                         | 79        |
| 5 | Лаухино          | деревня, административный центр | 181       |
| 6 | Лукошкино        | деревня                         | 10        |
| 7 | Морево           | деревня                         | 240       |